# André De Shields
André Robin De Shields (nacido el 12 de enero de 1946) es un actor, cantante, bailarín, director y coreógrafo estadounidense.
De Shields originó el papel de Hermes en Broadway en el musical Hadestown, ganando el Premio Tony 2019 al Mejor Actor en un Papel Destacado en un Musical y el Premio Grammy 2020 al Mejor Álbum de Teatro Musical por su actuación. También apareció en televisión y ganó un premio Emmy en horario estelar por logros individuales sobresalientes por su actuación en la transmisión de NBC de 1982 de Ain't Misbehavin' .

## Primeros años y educación
André Robin De Shields nació el 12 de enero de 1946 en Dundalk, Maryland, hijo de Mary Gunther y John De Shields. Se crio en Baltimore, Maryland, el noveno de once hijos; su padre murió a la edad de 50 años, cuando André tenía 17.  De Shields obtuvo su diploma de escuela secundaria en el Baltimore City College en 1964, luego asistió al Wilmington College, donde protagonizó una producción de A Raisin in the Sun de Lorraine Hansberry . Luego se transfirió a universidades y obtuvo su licenciatura en literatura inglesa de la Universidad de Wisconsin, Madison en 1970. En 1991, De Shields recibió su maestría en estudios afroamericanos de la Gallatin School of Individualized Study de la Universidad de Nueva York .
Actualmente se desempeña como profesor adjunto en Gallatin.

## Carrera
De Shields comenzó su carrera profesional en la producción de Chicago de 1969 de Hair, que lo llevó a un papel en The Me Nobody Knows y a la participación en la Compañía de Teatro Orgánica de Chicago. Actuó en una serie de producciones off-off-Broadway en La MaMa Experimental Theatre Club en el East Village de Manhattan durante las décadas de 1970, 1980 y principios de la de 1990. Estos incluyeron Sacred Guard de Ken Rubenstein (1973), Thoughts de Lamar Alford (1974), y Cotton Club Gala con música de Aaron Bell y dirigida por Ellen Stewart (1985). Coescribió (con Judith Cohen) y dirigió una velada de canciones llamada Judith and the Cohen Sisters in Midnight in Manhattan en La MaMa en septiembre/octubre de 1984. Dirigió una producción de The Adventures of Rhubarb: The Rock and Roll Rabbit de Chico Kasinoir en 1985 y una producción de su propio trabajo, Saint Tous, para celebrar el Mes de la Historia Negra en La MaMa en febrero de 1991.
Hizo su debut en Broadway como Xander en Warp! de Stuart Gordon en 1973. y luego apareció en Rachael Lily Rosenbloom (And Don't You Ever Forget It) de Paul Jabara de 1973, que cerró durante las vistas previas. Luego apareció en el papel principal de The Wiz, el musical de 1975 de Charlie Smalls y William F. Brown dirigido por Geoffrey Holder .
Después de coreografiar dos musicales de Bette Midler, De Shields regresó a Broadway para actuar en la revista musical Ain't Misbehavin' en 1978. La producción original tuvo más de 1.600 funciones y De Shields obtuvo una nominación al Drama Desk en 1978 por su actuación. Tres años más tarde, regresó a Broadway para actuar en Stardust: The Mitchell Parrish Musical, una revista musical que presenta el trabajo del letrista con Hoagy Carmichael, Benny Goodman, Duke Ellington y Leroy Anderson .
En 1984, De Shields escribió, coreografió, dirigió y protagonizó Haarlem Nocturne de André De Shields, una revista musical de Broadway que presenta estándares del cancionero estadounidense, éxitos pop de principios de la década de 1960 y canciones propias de De Shields. La revista se produjo en el Barrio Latino y en La MaMa (con música de Marc Shaiman ). Apareció en una reposición de Ain't Misbehavin' en 1988, y luego apareció en Broadway en 1997 como Jester en Play On!, un musical basado en las canciones de Ellington. De Shields obtuvo nominaciones a Tony y Drama Desk por su actuación.
En 2000, De Shields originó el papel de Noah "Horse" T. Simmons en la adaptación musical de Terrence McNally / David Yazbek de la película The Full Monty . Al igual que con Play On!, De Shields obtuvo nominaciones a Tony y Drama Desk por esta actuación. En 2004, apareció en la producción de Broadway de Mark Medoff 's Prymate en el Teatro Longacre . En 2008, recibió una nominación al Drama Desk por su actuación en una producción fuera de Broadway de Black Nativity de Langston Hughes . En 2009, apareció en Broadway junto a Joan Allen y Jeremy Irons en Impressionism . La obra se presentó hasta mayo de 2009 en el Teatro Gerald Schoenfeld .
Los créditos teatrales regionales de De Shields incluyen Play On!, Full Monty, Esperando a Godot, El hombre que vino a cenar, Muerte de un viajante, Dusyanta : cuento de Kalidasa, El evangelio según Santiago, Camino Real y El rey Lear . En 2013, interpretó a Akela y al Rey Louie en el estreno mundial de la adaptación de Mary Zimmerman de El libro de la selva de Rudyard Kipling, una coproducción de Goodman Theatre y Huntington Theatre Company . De Shields recibió su tercer premio Jeff (Logro destacado en la categoría de Actor en un papel secundario - Musical) por su papel de King Louie, y obtuvo una nominación a los Premios Elliot Norton por Interpretación musical destacada de un actor, así como una nominación a los Premios IRNE. a Mejor Actor de Reparto - Musical.
De Shields ha interpretado a Barrett Rude Sr. en The Fortress of Solitude, el musical basado en la novela de Jonathan Lethem The Fortress of Solitude, desde su creación en 2012 en Vassar College . The Fortress of Solitude se estrenó en el Dallas Theatre Center en la primavera de 2014, y la producción off-Broadway de The Fortress of Solitude, coproducida con The Public Theatre, se prolongó hasta noviembre de 2014. De Shields, Lillias White, Stefanie Powers y Georgia Engel protagonizaron el nuevo musical Gotta Dance, dirigido y coreografiado por Jerry Mitchell . El musical comenzó a presentarse el 13 de diciembre de 2015 en el Bank of America Theatre de Chicago y se prolongó hasta el 17 de enero de 2016.
Interpretó a Hermes en el musical de Broadway Hadestown, cuyos estrenos comenzaron el 22 de marzo de 2019 en el Teatro Walter Kerr . Recibió el Premio Tony al Mejor Actor Destacado en un Musical por Hadestown en su tercera nominación. Jugó su última actuación el 29 de mayo de 2022. El 26 de enero de 2021, se anunció que De Shields volvería a interpretar su papel de Hermes en Live From Mount Olympus, un podcast narrativo para preadolescentes dirigido por Rachel Chavkin y Zhailon Levingston.  La serie fue producida por The Onassis Foundation y TRAX de PRX . Las coprotagonistas de De Shields incluyen a la también miembro del elenco de Hadestown, Amber Gray, Divine Garland, Vinie Burrows, Kristen Sieh y más.
De Shields ha aparecido en televisión en Another World, Cosby, Sex and the City, Great Performances, Lipstick Jungle, Law & Order y Law & Order: Special Victims Unit . Ganó un Premio Primetime Emmy por Logro Individual Sobresaliente por su actuación en la transmisión de NBC de 1982 de Ain't Misbehavin', e interpretó a Tweedledum en una producción televisada de 1983 de Alicia en el País de las Maravillas que también contó con Eve Arden, Richard Burton, Colleen Dewhurst, James Coco, Kaye Ballard y Nathan Lane . Más recientemente, De Shields apareció en John Mulaney &amp; the Sack Lunch Bunch de John Mulaney, en la que cantó "Algebra Song!" El especial de comedia/musical/variedades se estrenó en Netflix el 24 de diciembre de 2019. En 2020, interpretó el papel de Chubby, un personaje recurrente, en la serie de televisión Katy Keene en The CW .
El 28 de diciembre de 2020, se anunció que De Shields interpretará a Anton Ego en un concierto benéfico de presentación de Ratatouille the Musical, un meme de Internet que se originó en TikTok, inspirado en la película de Disney / Pixar de 2007 . El concierto se transmitió exclusivamente en TodayTix el 1 de enero de 2021. De Shields apareció en la película debut como director de Lin-Manuel Miranda, tick, tick. . . ¡AUGE! , estrenada en Netflix el 12 de noviembre de 2021, como patrocinador del Moondance Diner en la escena musical de "Sunday", además de otros actores de Broadway como Chita Rivera, Renée Elise Goldsberry, Phillipa Soo, entre otros. También interpreta el importante papel secundario de Jack en la comedia de Netflix Uncoupled, estrenada en julio de 2022.

## Vida personal
De Shields es gay, pero prefiere ser descrito como "un hombre negro que es queer " o "un hombre negro que ama a otros hombres". También es un "sobreviviente a largo plazo" del VIH, viviendo con el VIH durante más de 40 años, habiendo sido diagnosticado durante la epidemia temprana de sida después de notar que sus ganglios linfáticos estaban inflamados cuando se afeitaba antes de una actuación en Los Ángeles en Ain't Misbehavin ' . Gira nacional de 1980 y siendo diagnosticado formalmente en 1991. Su pareja durante 17 años, Chico Kasinoir, murió en junio de 1992 de un linfoma relacionado con el sida. Otro socio de De Shields, un hombre llamado John con quien estuvo dos años, murió de meningitis relacionada con el sida en 1995.

## Premios y nominaciones
| Year | Award | Category | Production | Result   |
| ---- | --- | --- | --- | -------- |
| 1978 | Drama Desk Award | Outstanding Actor in a Musical | Ain't Misbehavin' | Nominado |
| 1982 | Primetime Emmy Award | Outstanding Individual Performance in a Variety or Music Program                                                                      | Ain't Misbehavin' | Ganador  |
| 1984 | AUDELCO Recognition Award | Outstanding Direction of a Musical | Blackberries | Ganador  |
| 1984 | AUDELCO Recognition Award | Outstanding Choreography of a Musical                                                                                                 | Blackberries | Ganador  |
| 1991 | AUDELCO Recognition Award | Excellence in Black Theatre | Saint Tous | Ganador  |
| 1992 | AUDELCO Recognition Award | Excellence in Black Theatre | Haarlem Nocturne | Ganador  |
| 1997 | Tony Award | Best Featured Actor in a Musical | Play On! | Nominado |
| 1997 | Drama Desk Award | Outstanding Featured Actor in a Musical                                                                                               | Play On! | Nominado |
| 2001 | Tony Award | Best Featured Actor in a Musical | The Full MontyNominado | Nominado |
| 2001 | Drama Desk Award | Outstanding Featured Actor in a Musical                                                                                               | The Full MontyNominado | Nominado |
| 2001 | Outer Critics Circle Award | Outstanding Featured Actor in a Musical                                                                                               | The Full MontyNominado | Ganador  |
| 2004 | Drama Desk Award | Outstanding Featured Actor in a Play                                                                                                  | Prymate | Nominado |
| 2004 | AUDELCO Recognition Award | Outstanding Performance by a Lead Actor in a Play                                                                                     | Dream on Monkey Mountain | Ganador  |
| 2007 | Doctor honoris causa en Bellas Artes, Universidad de Wisconsin-Madison                                                                | Doctor honoris causa en Bellas Artes, Universidad de Wisconsin-Madison                                                                | Doctor honoris causa en Bellas Artes, Universidad de Wisconsin-Madison                                                                | Ganador  |
| 2007 | Obie Award | Sustained Excellence of Performance                                                                                                   | Sustained Excellence of Performance                                                                                                   | Ganador  |
| 2008 | Drama Desk Award | Outstanding Actor in a Musical | Black Nativity | Nominado |
| 2009 | AUDELCO Recognition Award | Outstanding Performance in a Musical [Male]                                                                                           | Archbishop Supreme Tartuffe | Ganador  |
| 2009 | National Black Theatre Festival | Living Legend Award | Living Legend Award | Ganador  |
| 2013 | Jeff Award | Outstanding Achievement in the category of Actor in a Supporting Role – Musical                                                       | The Jungle Book | Ganador  |
| 2013 | IRNE Award | Best Supporting Actor - Musical | The Jungle Book | Nominado |
| 2013 | Elliot Norton Award | Outstanding Musical Performance by an Actor                                                                                           | The Jungle Book | Nominado |
| 2013 | Fox Foundation Fellowship Grant for Distinguished Achievement ($25,000 to support his work at the Victory Gardens Theatre in Chicago) | Fox Foundation Fellowship Grant for Distinguished Achievement ($25,000 to support his work at the Victory Gardens Theatre in Chicago) | Fox Foundation Fellowship Grant for Distinguished Achievement ($25,000 to support his work at the Victory Gardens Theatre in Chicago) | Ganador  |
| 2014 | AUDELCO Recognition Award | Special Achievement Award | Special Achievement Award | Ganador  |
| 2018 | Bistro Awards | Bob Harrington Lifetime Achievement Award                                                                                             | Bob Harrington Lifetime Achievement Award                                                                                             | Ganador  |
| 2019 | Tony Award | Best Featured Actor in a Musical | Hadestown | Ganador  |
| 2019 | Drama Desk Award | Outstanding Featured Actor in a Musical                                                                                               | Hadestown | Ganador  |
| 2019 | Drama League Award | Distinguished Performance | Hadestown | Nominado |
| 2019 | Outer Critics Circle Award | Outstanding Featured Actor in a Musical                                                                                               | Hadestown | Ganador  |
| 2020 | Grammy Award | Best Musical Theater Album | Hadestown | Ganador  |